# Canton de Nice-4
Le canton de Nice-4 est une division administrative française, située dans le département des Alpes-Maritimes et la région Provence-Alpes-Côte d'Azur.
À la suite du redécoupage cantonal de 2014, les limites territoriales du canton sont remaniées.

## Histoire

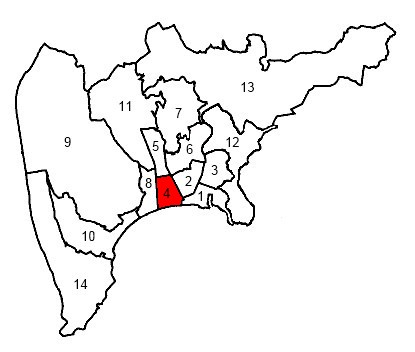
Situation du canton de Nice-4 dans la ville de Nice avant 2015.

Le canton est créé par la loi du 7 février 1919 qui remplace les cantons de Nice-Est et Nice-Ouest par les cantons de Nice-1, Nice-2, Nice-3 et Nice-4.
Avant 2015, sa superficie est de 127 hectares et il est bordé par :
- à l'ouest, les numéros impairs du boulevard Gambetta ;
- au nord, la rue Trachel ;
- à l'est, les numéros impairs de l'avenue Jean-Médecin ;
- au sud, la promenade des Anglais.

Quartiers de Nice alors inclus dans le canton :
- Quartier Thiers ;
- Quartier des Musiciens ;
- Quartier de la rue de France (anciennement quartier de la Buffa).

Par décret du 24 février 2014, le nombre de cantons du département est divisé par deux, avec mise en application aux élections départementales de mars 2015. Le canton de Nice-4 est conservé et voit ses limites territoriales remaniées.

## Représentation

### Conseillers d'arrondissement de l'ancien canton de Nice-4 (de 1919 à 1940)
| Période                                  | Période | Identité                     | Étiquette | Qualité |
| ---------------------------------------- | ------- | ---------------------------- | --------- | --- |
| 1919                                     | 1922    | Charles Maiffret (1877-1958) |           | Industriel, Vice-Président de la Confédération des confiseurs-pâtissiers des Alpes-Maritimes, membre de la Chambre de commerce |
| 1922                                     | 1928    | Raoul Establet               |           | Propriétaire à Nice, Président-fondateur du Racing club de Nice                                                                |
| 1928                                     | 1940    | Marius Gola                  |           | Propriétaire à Nice |
| 1940                                     |         |                              |           | Les conseils d'arrondissement ont été suspendus par la loi du 12 octobre 1940 et n'ont jamais été réactivés                    |
| Les données manquantes sont à compléter. |         |                              |           | |

### Conseillers généraux de l'ancien canton de Nice-4 (1919 à 1973)
| Période | Période | Identité                            | Étiquette | Qualité                                                                                       |
| ------- | ------- | ----------------------------------- | --------- | --------------------------------------------------------------------------------------------- |
| 1919    | 1928    | Théodore Gasiglia (1865-1939)       | RG        | Docteur en médecine à Nice                                                                    |
| 1928    | 1934    | Eugène Donadei                      | RG        | Hôtelier à Nice                                                                               |
| 1934    | 1940    | Denis Ciaudo (1885-1959)            | RG        | Avocat Nommé conseiller départemental en 1943                                                 |
|         |         |                                     |           |                                                                                               |
| 1945    | 1961    | Jean Médecin                        | RGR       | Maire de Nice de 1947 à 1966 Président du Conseil général (1951-1961)                         |
| 1961    | 1973    | Jacques Médecin (fils du précédent) | CR        | Journaliste Maire de Nice (1966-1990) Député (1967-1988) Elu en 1973 dans le canton de Nice-5 |

### Conseillers généraux du canton de Nice-4 (1973 à 2015)
| Période | Période | Identité        | Étiquette   | Qualité                                                                                         |
| ------- | ------- | --------------- | ----------- | ----------------------------------------------------------------------------------------------- |
| 1973    | 2001    | Charles Ehrmann | CR puis UDF | Professeur agrégé de l'Université retraité Député (1976-1981 et 1986-2002)                      |
| 2001    | 2015    | Auguste Vérola  | UMP         | Adjoint au Maire de Nice Vice-Président du Conseil Général Élu en 2015 dans le Canton de Nice-1 |

### Représentation depuis 2015
| Période élective | Période élective | Mandat | Mandat   | Identité               | Nuance | Nuance | Qualité                                                           |
| ---------------- | ---------------- | ------ | -------- | ---------------------- | ------ | ------ | ----------------------------------------------------------------- |
| 2015             | 2021             | 2015   | 2021     | Bernard Baudin         |        | LR     | Conseiller municipal de Nice jusqu'en 2020                        |
| 2015             | 2021             | 2015   | 2021     | Nicole Merlino-Manzino |        | UDI    | Adjointe au maire de Nice jusqu'en 2020                           |
| 2021             | 2028             | 2021   | en cours | Caroline Migliore      |        | HOR    | Conseillère départementale sortante du canton de Tourrette-Levens |
| 2021             | 2028             | 2021   | en cours | Philippe Pradal        |        | HOR    | Adjoint au maire de Nice, Président délégué de la Métropole       |

#### Élections de mars 2015
À l'issue du premier tour des élections départementales de 2015, deux binômes sont en ballottage : Jeanne Martin et Christian Prevel (FN, 38,1 %) et Bernard Baudin et Nicole Merlino-Manzino (Union de la Droite, 36,46 %). Le taux de participation est de 47,42 % (14 386 votants sur 30 337 inscrits) contre 48,55 % au niveau départemental et 50,17 % au niveau national.
Au second tour, Bernard Baudin et Nicole Merlino-Manzino (Union de la Droite) sont élus avec 58,23 % des suffrages exprimés et un taux de participation de 47,41 % (7 696 voix pour 14 382 votants et 30 336 inscrits).

#### Élections de juin 2021
Le premier tour des élections départementales de 2021 est marqué par un très faible taux de participation (33,26 % au niveau national). Dans le canton de Nice-4, ce taux de participation est de 32,04 % (9 707 votants sur 30 294 inscrits) contre 34,55 % au niveau départemental. À l'issue de ce premier tour, deux binômes sont en ballottage : Caroline Migliore et Philippe Pradal (Union à droite, 40,42 %) et Jean Moucheboeuf et Raphaëlle Pondard (RN, 36,98 %).
Le second tour des élections est marqué une nouvelle fois par une abstention massive équivalente au premier tour. Les taux de participation sont de 34,3 % au niveau national, 37,61 % dans le département et 36,06 % dans le canton de Nice-4. Caroline Migliore et Philippe Pradal (Union à droite) sont élus avec 59,94 % des suffrages exprimés (6 171 voix pour 10 922 votants et 30 292 inscrits),,.

## Composition
Le canton de Nice-4 se compose d’une fraction de la commune de Nice.
| Nom                          | Code Insee | Intercommunalité           | Superficie (km2) | Population (dernière pop. légale)                 | Densité (hab./km2) | Modifier                                    |
| ---------------------------- | ---------- | -------------------------- | ---------------- | ------------------------------------------------- | ------------------ | ------------------------------------------- |
| Nice (bureau centralisateur) | 06088      | Métropole Nice Côte d'Azur | 71,92            | Fraction : 42 900 (2022) Commune : 353 701 (2022) | 4 918              | modifier les données · modifier les données |
| Canton de Nice-4             | 0618       |                            |                  | 42 900 (2022)                                     |                    | modifier les données                        |

## Démographie

### Démographie avant 2015
| 1962 | 1968 | 1975 | 1982 | 1990   | 1999   | 2006   | 2011   | 2012   |
| ---- | ---- | ---- | ---- | ------ | ------ | ------ | ------ | ------ |
| -    | -    | -    | -    | 20 876 | 19 726 | 21 651 | 19 930 | 20 232 |

### Démographie depuis 2015
En 2022, le canton comptait 42 900 habitants, en évolution de −0,12 % par rapport à 2016 (Alpes-Maritimes : +2,85 %, France hors Mayotte : +2,11 %).
| 2013   | 2018   | 2022   |
| ------ | ------ | ------ |
| 42 496 | 42 115 | 42 900 |